# Santuario di San Rocco (Cosoleto)
Il santuario di San Rocco è un luogo di culto cattolico di Cosoleto. È ubicato nella frazione di Acquaro. Al suo interno è custodita la venerata statua di San Rocco.

## Storia
La chiesa di San Rocco ad Acquaro di Cosoleto, elevata a santuario nel 1956, è stata costruita tra il 1926 e il 1932 ed è meta di pellegrinaggi.

## Descrizione
La chiesa si affaccia su un piccolo sagrato, al quale si accede tramite una scalinata connessa alla strada sottostante. La facciata principale presenta due ordini e si distingue per la successione di arcate cieche con lesene composite. Sul lato destro, si erge una torre campanaria.
L'interno della chiesa è a tre navate, con un presbiterio rialzato e un'abside curvilinea. Gli interni sono decorati con dipinti murali, tra i quali figurano raffigurazioni delle vicende della vita di San Rocco. Inoltre, la chiesa dispone di una piccola cantoria situata sulla parete di controfacciata, sulla quale è collocato un organo a canne.

## Festività e ricorrenze
- Festa di San Rocco (16 agosto, con processione per le vie di Acquaro).[3]

## Titoli
- Santuario diocesano. Il 12 dicembre 1956, la chiesa venne eretta a santuario diocesano con bolla vescovile di Vincenzo De Chiara, vescovo di Mileto[1] (nella quale ricadeva allora il territorio di Acquaro di Cosoleto).

Inoltre, il santuario è stato elevato a chiesa giubilare della diocesi di Oppido Mamertina-Palmi in occasione del Giubileo ordinario del 2025.